# Brigita Alemany
Brigita Alemany (Barcelona, segle XVI), fou una pintora cinc-centista de Barcelona. En 1519 va cobrar a la Seu de Barcelona set lliures i quatre sous a compte per pintar quatre panys i, en 1520 va cobrar huit lliures i setze sous per altres treballs realitzats per al mateix temple.